# Episodi di Taboo
La prima stagione della serie televisiva Taboo, composta da 8 episodi, è stata trasmessa sul canale BBC One nel Regno Unito dal 7 gennaio al 25 febbraio 2017. Negli Stati Uniti è stata trasmessa dal 10 gennaio al 28 febbraio 2017 sul canale via cavo FX.
In Italia, la stagione è andata in onda sul canale satellitare Sky Atlantic dal 21 aprile al 12 maggio 2017, e dal 15 marzo 2022 su Netflix nella versione sottotitolata.
| nº | Titolo originale | Titolo italiano | Prima TV UK      | Prima TV Italia |
| -- | ---------------- | --------------- | ---------------- | --------------- |
| 1  | Episode 1        | Episodio 1      | 7 gennaio 2017   | 21 aprile 2017  |
| 2  | Episode 2        | Episodio 2      | 14 gennaio 2017  | 21 aprile 2017  |
| 3  | Episode 3        | Episodio 3      | 21 gennaio 2017  | 28 aprile 2017  |
| 4  | Episode 4        | Episodio 4      | 28 gennaio 2017  | 28 aprile 2017  |
| 5  | Episode 5        | Episodio 5      | 4 febbraio 2017  | 5 maggio 2017   |
| 6  | Episode 6        | Episodio 6      | 11 febbraio 2017 | 5 maggio 2017   |
| 7  | Episode 7        | Episodio 7      | 18 febbraio 2017 | 12 maggio 2017  |
| 8  | Episode 8        | Episodio 8      | 25 febbraio 2017 | 12 maggio 2017  |

## Episodio 1
- Titolo originale: Episode 1
- Diretto da: Kristoffer Nyholm
- Scritto da: Steven Knight

### Trama
Londra, 1814. Dopo molti anni passati in giro per il mondo, il misterioso avventuriero James Keziah Delaney torna in città per partecipare ai funerali del padre, facoltoso uomo d'affari morto in circostanze poco chiare. Creduto morto, James sconvolge ben presto la vita dei suoi conoscenti (soprattutto quella della sorellastra Zilpha, che ricambia una passione tra i due da sempre tenuta segreta) e di coloro che miravano ad impossessarsi facilmente del lascito di suo padre.
James inizia a scontrarsi subito con la potente Compagnia britannica delle Indie orientali che punta ad acquisire la baia di Nootka, piccola proprietà della famiglia Delaney e svincolo strategico per i conflitti politici in atto tra il Regno Unito e gli Stati Uniti.

## Episodio 2
- Titolo originale: 'Episode 2 '
- Diretto da: Kristofer Nyholm
- Scritto da: Steven Knight

### Trama
Delaney decide di reclamare la sua eredità; Compra una nave all'asta, quindi inizia a radunare il suo equipaggio. La lettura della volontà di Horace Delaney si concluderà con l'apparizione di Lorna Bow, un'attrice londinese, che afferma che lei e il deceduto erano sposati. Delaney paga i numerosi creditori del padre e prende contatto con il dottor Dumbarton, spia americana. Nel camino della camera della madre, morta pazza anni addietro, Delaney scopre il graffito di una Sankofa che lui ha tatuato sulla schiena. La Compagnia delle Indie orientali trama l'omicidio di Delaney, per cui assume un malese con un dente d'argento che lo trafigge ma, nonostante le gravi ferite, riesce a sopravvivere e ucciderlo.

## Episodio 3
- Titolo originale: 'Episode 3'
- Diretto da: Kristoffer Nyholm
- Scritto da: Steve Knight

### Trama
Delaney si ritrova curato dal Dottor Dumbarton che gli dice che lo aveva fatto seguire da un suo uomo e domanda cosa voglia in cambio della baia di Nootka, Delaney chiede il monopolio del commercio del the cinese. Delaney decide di proteggere la sua vita contro la Compagnia delle Indie orientali e la Corona rendendo il governo degli Stati Uniti il beneficiario unico del suo testamento. Nello stesso tempo Delenay chiede alla corona inglese, sempre in cambio della baia, il monopolio del commercio delle pellicce. Quando Lorna si reca a casa di Delaney per reclamare la metà delle risorse di Horace, spinta da Solomon Coop segretario del sovrano, viene avvertita da James, che la sua vita è a rischio e che dovrebbe fuggire a Parigi . Michael Godfrey segretario della Compagnia delle Indie orientali viene ricattato da Delaney e costretto a fornirgli informazioni sulla Compagnia delle Indie Orientali. Lorna viene aggredita dopo aver lasciato il teatro, ma viene soccorsa da Delaney.

## Episodio 4
- Titolo originale:'Episode 4'
- Diretto da: Krisoffer Nyholm
- Scritto da: Steve Knight e Emili Ballou

### Trama
Lorna viene condotta in carcere e minacciata da Coop, segretario del Principe, nel caso si rifiuti di firmare le carte per cedere la baia di Nootka alla Corona, verrà impiccata. Viene salvata dall'intervento della Compagnia delle Indie orientali, informata da Delaney, che non vuole essere tagliata fuori dall'affare. Dato che Delaney potrebbe solo commerciare con gli indiani di Nootka con polvere da sparo e dato che in tempo di guerra la Corona ha il controllo della produzione e del commercio di polvere da sparo, Delaney decide di produrla in proprio. Cholmondeley, un chimico, viene contattato e ingaggiato da Dalaney per produrre polvere da sparo nella fattoria di sua proprietà. Mentre James Delaney è alla fattoria, un sicario degli americani tenta di ucciderlo, ma dopo una violenta colluttazione, in cui Delaney all’inizio sembra avere la peggio riesce a sventrare l’aggressore. Atticus viene incaricato da James Delaney di rubare il salnitro raffinato, che serve per accelerare la produzione della polvere da sparo, da un magazzino della Compagnia delle Indie orientali. Delaney viene invitato ad un ballo tenuto dalla Contessa Musgrove e chiede a Lorna di accompagnarlo. Durante la festa da ballo Delaney si rende conto, dopo un breve incontro in privato, che la contessa Musgrove è Carlsbad, capo delle spie americane. Alla festa sono stati invitati anche, la sorellastra Zilpha con il marito Thorne. Quest’ultimo sotto l'influenza del gas esilarante procurato da Cholmodeley e dell’alcool, sfida Delaney in un duello all'ultimo sangue.

## Episodio 5
- Titolo originale: Episode 5
- Diretto da: Anders Engstöm
- Scritto da: Steven Knight e Ben Hervey

### Trama
Durante il duello Thorne spara al petto di Delaney, ma la pistola è stata sabotata dal suo secondo che era un uomo della Compagnia delle Indie orientali che non vuole che Delaney sia ucciso, perché la baia di Nootka passerebbe in conseguenza agli americani. Delaney spara al secondo di Thorne, uccidendolo, e lasciando in vita il cognato. Dato che il salnitro rubato era di proprietà della Corona, la Compagnia delle Indie Orientali, dalla quale il salnitro era custodito, viene ritenuta colpevole per il furto. Il Principe Reggente infatti decide di rendere le cose difficili per la Compagnia istituendo una commissione reale e manda George Chichester, un avvocato dei Figli dell'Africa, a indagare sul naufragio della nave schiavista che ha ossessionato i ricordi di Delaney e su cui sono morte 280 persone. Alla fattoria Cholmodeley ha necessità di un aiuto, Delaney allora assolda suo figlio Robert facendolo entrare nella lega dei dannati al suo servizio. Dumbarton dice a Delaney che gli americani sanno della sua fattoria nascosta e che vogliono la polvere da sparo entro otto giorni. Lorna Bow ha seguito le istruzioni di Delaney e gli ha portato il baule di suo padre, in cui trova il contratto che dimostra che la baia di Nootka è stata comprata dai nativi e non presa con la forza. Delaney crede che suo padre abbia comprato sua madre, una donna Nootka, con delle perle. Thorne Geary sottopone la moglie Zilpha a violenze e a un umiliante esorcismo da parte di un prete che lui stesso ha chiamato.

## Episodio 6
- Titolo originale: Episode 6
- Regia: Anders Engstöm
- Scritto: Edward "Chips" Hardy e Steve Knight

### Trama
Brace dice a Delaney che sua madre era confinata nel manicomio di Bedlam dopo aver tentato di annegarlo da neonato e che suo padre gli aveva salvato la vita. Continuando la sua indagine sulla Compagnia delle Indie orientali, George Chichester scopre che il nome della nave "Cornwallis" è stato cambiato, che fu registrata come vuota quando salpò per il suo viaggio fatale e che aveva un equipaggio estremamente ridotto; scopre inoltre che il fratello di Sir Stuart Strange possedeva una piantagione di zucchero ad Antigua che era la meta d’arrivo della nave se non fosse affondata. Zilpha uccide il marito Thorne, mentre suo fratello James Delaney fa dichiarare al medico Dumbarton che Thorne Geary è morto per il colera per proteggere la sorella; il cadavere viene seppellito in tutta fretta. Delaney fa la consegna di parte della polvere da sparo agli americani. Il fittavolo di Delaney, Ibbotson, fa la sua confessione al prete cattolico locale, e il prete rivela la posizione della fabbrica di polvere da sparo di Delaney alla Compagnia per denaro. Delaney uccide Ibbotson, tagliando la lingua e lasciando il suo corpo nel confessionale per il prete che rimane inorridito. Prima che i soldati della Compagnia possano prendere la sua polvere da sparo, Delaney, avvertito da Godfray, sua spia come segretario della Compagnia delle Indie orientali, rimuove la polvere da sparo con delle chiatte e riesce a trasportarla in un luogo sicuro. Il rappresentante della compagnia Benjamin Wilton trova Delaney al molo e gli trasmette un messaggio di Sir Stuart Strange: da adesso in poi, è guerra aperta. Subito dopo la nave di Delaney esplode. In risposta, Delaney uccide l'uomo che avrebbe dovuto sorvegliare la nave e gli preleva il cuore. Non riuscendo a trovare un’altra nave si ubriaca, mentre sta per immergersi nel Tamigi, Winter gli porta un'altra bottiglia. La mattina seguente, si sveglia a faccia in giù nel fango e trova il cadavere di Winter non molto lontano da lui.

## Episodio 7
- Titolo originale: Episode 7
- Regia: Anders Engstöm
- Scritto: Steve Knight

### Trama
Dopo i funerali di Winter, James non ricorda se è stato lui ad ucciderla mentre era ubriaco. A differenza di Helga, Lorna crede nella sua innocenza e cerca di parlare con Temple, un amico di Winter che in un primo tempo fugge. Robert, per ordine di James, viene portato nella sua abitazione da Cholmondeley e accolto da Lorna. James viene visitato da Chichester, che lo accusa di complicità nell'affondamento della nave schiavista "Cornwallis" di Sir Strange, ma gli offre l'immunità, se incriminerà la Compagnia delle Indie orientali. James gli propone la testimonianza di Godfrey, che conosce i segreti della Compagnia essendone il segretario. Godfrey accetta di testimoniare, chiedendo a James in cambio, di poter scappare dall’Inghilterra. Brace fa una terribile confessione a James. Nel frattempo, una vendicativa Helga racconta a Sir Strange della polvere da sparo, di conseguenza James viene imprigionato per tradimento e torturato. Lorna investiga per dimostrare l'innocenza di James riguardo l’uccisione della povera Winter, finché trova la testimonianza di Temple, il quale rivela che è la Compagnia delle Indie Orientali la responsabile dell'omicidio. James viene imprigionato e sottoposto a torture al fine di estorcergli la confessione di tradimento nei confronti della Corona. Ma James non cede e chiede testardamente di incontrare Sir Strange, finché non viene accontentato. Con il principe reggente ancora in conflitto con la Compagnia delle Indie Orientali, James trova un accordo con Strange.

## Episodio 8
- Titolo originale: Episode 8
- Regia: Anders Engstöm
- Scritto: Steve Knight

### Trama
In prigione in attesa di processo, James stringe un patto con Sir Strange, in cambio eviterà di consegnare la testimonianza scritta di Godfrey e di rendere la propria confessione alla Commissione Reale, che incriminerebbero con l’accusa di tradimento lo stesso Sir Strange, costringendolo a ritirare le accuse, organizzare la sua liberazione e consegnargli una nave per la fuga. Quando torna a casa James è sconvolto nell'apprendere che la sorella Zilpha si è uccisa gettandosi nel Tamigi.  Helga e Pearl vengono consegnate dalla Compagnia delle Indie Orientali ad Atticus, mentre Lorna presenta ad Helga la testimonianza di Temple, un amico di Winter, che scagiona James ed incrimina la Compagnia, per l'omicidio di Winter. Delaney elimina il dottor Dumbarton, spia americana, ma anche doppiogiochista a favore degli inglesi. Un vendicativo Principe Reggente dà l’ordine di catturare Delaney e impiccarlo. Al porto si accende una violenta sparatoria tra i soldati della corona e gli alleati di Delaney, prima che questi ultimi riescano a fuggire con la "Good Hope" un brigantino, consegnato da Wilton di proprietà della Compagnia delle Indie Orientali, anche se l’accordo non lascerà impuniti i capi della Compagnia e la Compagnia stessa che verrà screditata. Nelle scene finali, i sopravvissuti della lega di dannati di James prima di dirigersi in America fanno rotta verso Ponta Delgada nelle Azzorre dove si trova Colonnade.